# Sonate pour violon et piano no 1 de Tailleferre
Pour les articles homonymes, voir Sonate pour violon et piano.
La Sonate pour violon et piano no 1 est une sonate pour violon et piano de la compositrice française Germaine Tailleferre, écrite en 1920-1921.

## Histoire
Commencée à Saint-Jean-de-Luz en 1920 et achevée en 1921, cette sonate a été composée pour Jacques Thibaud, le célèbre violoniste dont Tailleferre était l'amie. L'œuvre est créée à Paris le 17 juin 1922 par Thibaud lui-même et Alfred Cortot au théâtre du Vieux-Colombier. 
Pour Jean Roy, la partition est « sans doute l'ouvrage le plus important de Germaine Tailleferre dans le domaine de la musique de chambre ». Le musicologue et critique relève que la sonate « sollicite la virtuosité du violoniste mais on peut admirer l'équilibre entre les deux instruments, de même qu'entre la fantaisie et le sens des justes proportions, entre la vivacité et le rêve ». 

## Structure
La sonate comprend quatre mouvements :
1. Modéré sans lenteur ;
2. Scherzo : pas très vite et sans rigueur ;
3. Assez lent ;
4. Final : très vite.

## Discographie
- Renate Eggerbrecht (violon) et Angela Gassenhuber (piano), Germaine Tailleferre, Kammermusik für Streicher, Bläser und Klavier, décembre 1992, Troubadisc, 1993.
- Ruth Ehrlich (violon) et Marcia Eckert (piano), Germaine Tailleferre : musique de chambre, Cambria Master Recordings, 1994.
- Massimo Marin (violon) et Cristina Ariagno (piano), Tailleferre: Chamber Music and Piano Music, Timpani, 2002, rééd. Brilliant Classics, 2008.
- Bruno et Franco Mezzena, Germaine Tailleferre: Works for violin and piano, Dynamic, 2002.